# خميس أحمد بيومي
خميس أحمد بيومي هو جاسوس إسرائيلي، لبناني الجنسية قام بوضع العبوات الناسفة التي أدت إلى تفجير السفارة العراقية في بيروت أثناء الحرب الأهلية اللبنانية.

## حياته
ولد خميس في صيدا لأسرة ميسورة وافرة العدد، فوالده مقاول كبير يملك مكتباً فخماً يموج بعشرات الإداريين، وفي محيط هذا الثراء عاش مدللاً مرفهاً ومنعماً، لا يعلم من أمر الدنيا سوى اللهو والسهر في مقاهي بيروت وصيدا برفقة من يماثلونه ثراء، فقضى سنين عمره بحثاً عن المتعة ومطاردة النساء، متجاهلاً نصائح والده الذي فشل في الاعتماد عليه في إدارة أعماله، فتركه لحاله يائساً منه، غاضباً عليه، على أمل أن يأتي يومٌ ويفيق إلى نفسه.
لكن أمله لم يتحقق في حياته، إذ مات الوالد فجأة في حادث سيارة، وتبين لأسرته أنه مدين بمبالغ طائلة للبنوك، وأفاق خميس على واقعه المؤلم وقد صفعته الصدمة وزلزلته الكارثة، خصوصا وقد تهرب منه أصدقاء السوء فوجد نفسه فجأة العائل الوحيد لأمه وإخوته الستة، وكان عليه أن ينبذ ماضيه ليقيهم مرارة الفقر والعوز والمعاناة.
عمل خميس اختصاصياً للعلاج الطبيعي في أحد مراكز تأهيل المعوقين في صيدا، وبعد مرور أربع سنوات في العمل، اكتشف أنه مثل الثور الذي يجر صخرة يصعد بها إلى الجبل، وفي منتصف المسافة تنزلق الصخرة، فيعاود الكرة من جديد من دون أن يجني سوى الشقاء، لذلك كره نفسه وواقعه، وفكر في الهجرة إلى كندا وبذل جهداً مضنياً لكن محاولاته فشلت، فخيمت عليه سحابات الغضب واليأس، وانقلب إلى إنسان عصبي وعدواني، وأصبح مخلوقا ضعيفا عاجزا عن المقاومة وسط حالة الفشل التي تلفّه من الجهات كافة.

## الجاسوسيّة
ذات صباح التقى خميس بسيدة أرمينية مسنّة، جاءت لتسأله عن إمكان عمل علاج طبيعي لابنتها المعاقة في المنزل، وأعطته العنوان لكي يزورها بعدما أطلعته على التقارير الصحية التي تشخّص حالتها. وجد خميس في حديثها وملبسها علامات الثراء، فزار منزلها حيث كانت ترقد 'غريس' بلا حركة، طفلة في التاسعة من عمرها في عينيها شعاعات الأسى والبراءة.
ظل خميس مداومًا على زيارتها للعلاج إلى أن التقى بخالها 'كوبليان' تاجر المجوهرات في بيروت، فتجاذبا معاً أطراف الحديث، وقص خميس حكايته مع الثراء وليالي بيروت، وصراعه المرير مع الفقر لينفق على أسرته، وسأله كوبليان سؤالاً محدداً، عن مدى قدرته على الإقدام على عمل صعب بمقابل مادي كبير، فأكد خميس استعداده لعمل أي شيء في سبيل المال.
سافر كوبليان إلى بيروت وقد خلف وراءه صيداً سهلاً، ضعيفاً، يكاد يفتك به قلق انتظار استدعائه، وما هي إلا أيام حتى فوجئ كوبليان بقدوم خميس يرجوه أن يمنحه الفرصة ليؤكد إخلاصه، فهو ضاق ذرعاً بالديون والحرمان ومتاعب الحياة. رحب به عميل الموساد واحتفى به على طريقته، وهيأ له الفرصة لكي يجدد ذكرياته أيام الثراء، ولم يكن الأمر سهلاً بالطبع فسرعان ما انجذب خميس لماضيه، وترسخت لديه فكرة العمل مع كوبليان كي لا يُحرم من متع افتقدها.
كانت آلاف الليرات التي تُنفق عليه دافعاً الى زيادة ضعفه وهشاشته، ونتيجة لحرمانه لم يعارض مضيفه في ما عرضه عليه، وكان المطلوب منه حسب ما قاله، تهديد المصالح الأميركية لموقفها مع إسرائيل ضد لبنان، وضد العرب، ولما أعطاه خمسة آلاف ليرة – دفعة أولى – قال له خميس إنه مع النقود ولو ضد لبنان نفسه.

## تفجير السفارة العراقية في بيروت
أقام خميس في إحدى شقق بيروت، ينفق من أموال الموساد على ملذاته، وتعهّده ضابط مخابرات إسرائيلي ينتحل شخصية رجل أعمال برتغالي اسمه 'روبرتو'، يجيد التحدث بالعربية، فدربه على كيفية تفخيخ المتفجرات وضبط أوقاتها، وكذلك التفجير عن بعد، وأساليب التخفي والتمويه وعدم إثارة الشبهات.
كانت عملية إعداد العبوات الناسفة من مادة t.n.t شديدة الانفجار صعبة ومعقدة، تستلزم تدريباً طويلاً، خصوصا أن خميس لم يسبق له الالتحاق بالجيش ولا يملك أية خبرات عسكرية تختصر دروس التدريب.
في أولى عملياته التخريبية، أصدرت إليه الأوامر بتفجير السفارة العراقية في بيروت. سكت خميس ولم يعلق، فقد تحسس جيبه المتخم بالنقود. حمل حقيبة المتفجرات بعدما ضبط وقتها وتوجه إلى مبنى السفارة بهدوء وثقة، وغافل الجميع عندما خرج من المبنى من دون حقيبته التي تركها في الصالة الرئيسة خلف قطعة ضخمة، ووقف عن بعد ينتظر اللحظة الحاسمة.
نصف ساعة وملأ الحي دويّ الانفجار، قُتل تسعة بينهم خمسة لبنانيين. عاد خميس إلى شقته لاهثا يلفه الخوف والذعر، ولحق به روبرتو ليجده على هذه الحال، فصفعه بعنف قائلاً إنه يعرض نفسه بذلك للخطر.

## حبسه
في التاسع من يناير 1975، ألقى رجال الأمن الفلسطينيون القبض على خميس بيومي في شارع كورنيش المزرعة، عندما كان يرسم لوحة كروكية لأحد مباني المنظمة الفلسطينية، وأثناء التحقيق معه استخدم كل أساليب المراوغة والدهاء التي تدرب عليها، واحتاط لأيام عدة كي لا يقع في المحظور، لكن الاستجواب المطوّل معه أصاب مقاومته في الصميم، وتلاشت تدريجياً خطط دفاعاته وهم يلوحون له باستخدام طرق التعذيب معه لانتزاع الحقيقة، فاعترف بكل شيء، وقُبض على جميل القرح الذي مات بالسكتة القلبية قبلما يعترف بأسماء أعوانه الثلاثة الآخرين، أما روبرتو فقد اختفى ولم يُقبض عليه، وتسلمت السلطات اللبنانية بيومي وقدمته للمحاكمة وعوقب بعشر سنوات في السجن.